# Giải Gấu Bạc cho diễn viên chính xuất sắc nhất
Giải Gấu bạc cho diễn viên chính xuất sắc nhất (tiếng Đức: Silberner Bär/Beste Schauspielerische Leistung in einer Hauptrolle) là giải thưởng được trao tại Liên hoan phim quốc tế Berlin cho phần trình diễn xuất sắc trong vai chính và được ban giám khảo lựa chọn từ các bộ phim tranh giải chính tại liên hoan phim. Giải thưởng được trao lần đầu tiên tại Liên hoan năm 2021 thay cho Nam diễn viên xuất sắc nhất và Nữ diễn viên xuất sắc nhất.

## Người thắng giải
| Năm         | Diễn viên     | Vai           | Phim                             | Tựa gốc                            | Ref.  |
| 2020s       | 2020s         | 2020s         | 2020s                            | 2020s                              | 2020s |
| ----------- | ------------- | ------------- | -------------------------------- | ---------------------------------- | ----- |
| 2021 (71st) | Maren Eggert  | Alma Felser   | I'm Your Man                     | Ich bin dein Mensch                | [ 2 ] |
| 2022 (72nd) | Meltem Kaptan | Rabiye Kurnaz | Rabiye Kurnaz vs. George W. Bush | Rabiye Kurnaz gegen George W. Bush | [ 3 ] |
| 2023 (73rd) | Sofía Otero   | Lucía         | 20,000 Species of Bees           | 20.000 especies de abejas          | [ 4 ] |